# Five More Days 'Til Christmas
Five More Days 'Til Christmas è il secondo singolo dell'album Cheetah-licious Christmas delle Cheetah Girls.
Presentato in anteprima dalla Disney il 5 dicembre del 2005, è stato pubblicato il 12 dicembre 2005.

## Video musicale
Per conflitti con i palinsesti, il video di Five More Days 'Til Christmas non è mai stato fatto.

## Tracce
1. Five More Days 'Til Christmas
2. Exclusive Radio Disney Interview with the Cheetah Girls Part 2

## Curiosità
- Le Cheetah Girls hanno cantato questa canzone nel 2005 al Macy's Thanksgiving Day Parade.